# Hyperlais
Hyperlais és un gènere d'arnes de la família Crambidae.

## Taxonomia
- Hyperlais argillacealis Zeller, 1847
- Hyperlais conspersalis Mey, 2011
- Hyperlais cruzae (Agenjo, 1953)
- Hyperlais dulcinalis (Treitschke, 1835)
- Hyperlais glyceralis (Staudinger, 1859)
- Hyperlais nemausalis (Duponchel, 1831-1833)
- Hyperlais rivasalis (Vazquez, 1905)
- Hyperlais rosseti Varenne, 2009
- Hyperlais siccalis Guenée, 1854
- Hyperlais squamosa (Hampson, 1913)
- Hyperlais transversalis Mey, 2011
- Hyperlais xanthomista Mey, 2011